# Jean Ier de Chalon
Pour les articles homonymes, voir Jean le Sage, Jean de Chalon et Jean Ier.
Jean Ier de Chalon, initialement d'Auxonne, dit l'Antique ou le Sage, né vers 1190 et mort le 30 septembre 1267, est comte de Chalon, comte d'Auxonne et seigneur de Charolais (1227 à 1237) ; il est ensuite sire de Salins, tout en gardant le nom de sa mère, de Chalon, et régent du comté de Bourgogne pour son fils Hugues de Chalon, sa belle-fille la comtesse Adélaïde Ire de Bourgogne et son petit-fils Othon IV de Bourgogne jusqu'à sa mort. Il est auteur de la maison de Chalon.

## Biographie

### Origines
Jean, né vers 1190, est le fils cadet Étienne II († 1241), dit de Bourgogne-Comté, d'Auxonne, comte en Bourgogne, mais se titrant, par usurpation de titre, comte de Bourgogne, et de Béatrice († 1227), dite de Thiers/Thiern, comtesse de Chalon,.
Il est le descendant par sa mère de Lambert de Chalon († 978), fait comte de Chalon (Chalon-sur-Saône) par le roi franc Lothaire.
Ses parents divorcent après sa naissance. Son père épouse (v. 1212/14) Agnès de Dreux, et sa mère se marie (v. 1200) au chevalier Guillaume III des Barres († 1249).
L'une de ses sœurs, Béatrice épouse de Simon, seigneur de Joinville. La seconde, Clémence, épouse Bertold V, duc de Zähringen.

### Nom et surnom
Jean est le fils du comte Étienne II d'Auxonne. Toutefois lors de la vente du comté de Chalon en 1237, il conserve le nom de sa mère, de Chalon. Il est ainsi considéré comme l'auteur de la maison de Chalon. Il reconnu comme le fils de la comtesse Béatrice, en 1213, dans une charte de Cluny (ego Johannes, filius comitisse Cabilonensis).
Il porte les surnoms « le Sage » ou encore « l'Antique ». Joseph de La Pise (1580-1646), greffier au Parlement d'Orange et auteur d'une histoire de la principauté d'Orange et de ses princes, issus des Chalon-Arlay, tige des Chalon, indiquait que Jean était « surnommé l'Ancien ou le Sage, parce qu'il avoit soin de conserver ses sujects en paux, reconcilier leurs querelles, et entretenir en amitié ses enfants. »

### Puissant seigneur bourguignon
Par son père, il hérite du comté d'Auxonne, des fiefs d'Arlay, L'Étoile, Montaigu, Le Pin dont la partie est de Lons-le-Saunier, Chaussin, d'Oiselay, d'Orgelet qui comprend 29 villages, de Rochefort, ainsi que plusieurs châteaux et forteresses, dont Sellières,. Il est également l'héritier des terres de Choye et Ferrières, venues de son arrière-grande-mère-paternelle, Poncia de Traves. Il hérite par sa mère du comté de Chalon, en 1227.
En 1214, il épouse Mahaut ou Mathilde de Bourgogne (1190-1242), fille du duc Hugues III de Bourgogne. Par ce mariage, il devient l'oncle du duc de Bourgogne et du dauphin de Viennois.
Les nombreuses possessions de Jean ne forment cependant pas un territoire compact. Il essaye d'obtenir cette unité qui lui manque notamment en luttant contre les seigneurs du Jura. L'occasion se présente à la suite du soulèvement de Gaucher de Commercy contre le duc et qui se solde par un traité, en 1236, humiliant pour le seigneur.

### Consolidation de l'implantation franc-comtoise
Jean échange, en 1237, avec le duc Hugues IV de Bourgogne, le comté de Chalon, ainsi que les terres reçues lors de son mariage, contre la seigneurie ou « sirerie » de Salins,,. L'accord entre les deux seigneurs se déroule à Saint-Jean-de-Losne, le 5 juin 1237. Le duc reçoit ainsi les terres qui étaient enclavées dans les comtés d'Auxonne et de Chalon, tandis que Jean obtient en plus de la baronnie de Salins, mentionnée plus haut, la pleine possession de « Châtel-Belin et Châtel-Guyon (protégeant Salins), les baronnies de Vuillafans, d'Ornans, d'Arguel près de Besançon, de Montmahoux, et la suzeraineté sur tout le Haut Jura depuis les terres de l'abbaye de Saint-Claude jusqu'à Pontarlier, et depuis Salins jusqu'au Mont Tendre au-delà du Lac de Joux ». Il obtient également les terres conquises sur Gaucher de Commercy — le traité de 1236 est rappelé à cette occasion — à savoir Montrivel, Château-Vilain, Nans, Charbonnel, le Val de Mièges, auxquelles s'ajoutent fief de Chaussin, le château des Clées au pays de Vaud,,. 
L'hommage auprès du duc, la même année, permet de connaître d'autres terres non-mentionnées dans le précédent acte : Poupet, Montfort, ainsi que les fiefs de Château-Chalon, Saint-Aubin, Bretenières, Charolles, etc., des terres outre-Saône en Empire.
Il remet cependant à Alix de Dreux et son époux Robert de Choiseul les terres de Traves, la saline de Scey-sur-Saône et Frotey,.
Malgré ces derniers abandons, le traité permet à Jean d'obtenir un territoire « parfaitement cohérent et largement regroupé » et de bénéficier de ressources financières en lien avec les salines. Il déplace sa résidence de la région de la Saône au Jura, entre Pontarlier et Saint-Claude.

### Seigneur franc-comtois
Il s'appuie sur les gens des bourgs auxquels il concède des chartes d’affranchissement et sur le clergé en accueillant les dominicains qui remplissent les fonctions d’inquisiteurs.
La possession de Salins, par l'exploitation du sel, donne à Jean la fortune nécessaire pour obtenir les appuis et acquérir les terres qui lui confèreront sa puissance. Pour protéger cette cité et ses routes commerciales, et notamment les routes du sel, il hérisse la région de châteaux-forts : Le Pin, Montmahoux, Sainte-Anne, Arguel, Arlay et Nozeroy, qu'il acquiert auprès du sire de Molpré et où il réside habituellement. Il
Il achète les seigneuries de La Rivière, de Vers, de Jougne qui possède des péages, ainsi que Les Clées (Vaud). 
Il possède le contrôle sur l'abbaye Saint-Marie et est le protecteur de Saint-Claude. 
Pour éviter les péages du comte de Pontarlier, il achète aux moines de Saint-Claude les forêts de la région de Pontarlier et de Jougne qu'il fait défricher, dans lesquelles il trace de nouvelles routes et où il fonde les localités de Châtelblanc, Chaux-Neuve et Rochejean, cette dernière conservant dans son appellation le souvenir de l'illustre baron.
En 1248, après la mort du comte Othon III de Bourgogne, Jean devient comte régent du comté de Bourgogne pour son fils Hugues de Chalon, sa belle-fille Adélaïde Ire de Bourgogne et son petit-fils Othon IV de Bourgogne.
Il obtient le 22 avril 1251 de l'empereur Guillaume une charte l'autorisant de frapper la monnaie. Les deniers portent un écu à la bande, représentant les armes des Chalon. Il monnaye avec le titre de seigneur de Rochefort, mais le Cabinet des Médailles conserve également un denier attribué à Jean le Sage avec les titres de comte de Bourgogne (comes) et seigneur de Salins (Dominas).

### Mort et succession
Jean meurt le 30 septembre 1267, (Petit donnait le 30 août 1267,). Son corps est inhumé dans l'abbaye de la Charité auprès de son père, Étienne d'Auxonne.
Le roi Louis IX doit intervenir comme médiateur dans de nombreuses querelles de succession familiale.
Sa veuve, Laure de Commercy, apaise en 1275 une querelle entre le seigneur d'Orbe, dans le canton de Vaud en Suisse, et Pierre de Champvent au sujet des hommes et terres que celui-ci avait dans la ville d'Orbe avant qu'elle fût fermée.

## Famille

### Descendance
Jean de Chalon se marie trois, et dont il a plus de quinze enfants attestés, auxquels s'ajouteraient des enfants naturels (non précisément connus),.
Dans la littérature, le nom de ses enfants peut être soit de Chalon, soit celui de Salins ou encore celui de Bourgogne. Les enfants précédés d'un (?) ne sont pas toujours attestés.
- ∞ (1°, 1214) Mahaut ou Mathilde de Bourgogne (1190-1242), fille du duc Hugues III de Bourgogne et de la comtesse-dauphine Béatrice d'Albon, dont :
  1. Élisabeth (1210-1277), ∞ (1°) Henri Ier de Bourgogne-Mâcon, comte de Vienne († assassiné en mai 1233 : cf. l'article Etienne), ∞ (2°) Ulrich II de Ferrette (séparés en 1241/1248), et ∞ (3°, 1241/1248) Henri Ier de Vergy, seigneur de Mirebeau et d'Autrey (maison de Vergy)[21],
  2. (?) Blanche[n 1] († 1306), ∞ (1°, 1260) seigneur Guichard V de Beaujeu, ∞ (2°, 1268) le seigneur Béraud IX de Mercœur,
  3. Hugues (1220-1266), seigneur de Salins et comte palatin de Bourgogne par mariage, ∞ comtesse Adélaïde Ire de Bourgogne,
  4. Marguerite († 1262), ∞ (1°) Henri de Brienne (maison de Brienne), seigneur de Venizy, ∞ (2°, 1252) Guillaume Ier de Courtenay-Champignelles,
  5. (?) Jean († 1258 ou le 30 septembre 1267), seigneur de Marigna[23],
  6. Jeanne († 1265 ou 1268), ∞ Jean de Cuiseaux,
- ∞ (2°, 1242 ou 1243) Isabelle de de Courtenay (veuve de Renaud III  de Montfaucon-Charenton) :
  1. Jean Ier (1243-1309), seigneur de Rochefort, Orgelet, Valempoulières et Montrond, comte d'Auxerre par son deuxième mariage ; ∞ (1°, 1256/1257) Elisabeth/Isabelle fille de Mathieu II de Lorraine, veuve de Guillaume V comte de Vienne, ∞ (2°, 1268) avec Alix de Bourgogne-Auxerre (branche des comtes d'Auxerre et de Tonnerre), et ∞ (3°, 1291) Marguerite de Beaujeu, fille de Louis Ier, seigneur de Beaujeu et Dombes, et d'Eléonore de Savoie,
    - auteur de la tige des Chalon-Auxerre-Tonnerre, seigneurs de Rochefort, comtes d'Auxerre et de Tonnerre.

  2. (?) Blanche (voir ci-dessus),
  3. Mahaut, abbesse de Sauvement (Jura)[16],[24].
  4. Robert († apr. 1245),
  5. Étienne, dit « le Sourd » († 1302), seigneur de Rouvres, ∞ Jeanne de Vignory, fille unique de Gautier II de Vignory[25],
  6. Pierre/Perrin († 1273), dit le Bo(u)vier, sire de Châtel-Belin, ∞ (1268) Béatrice de Savoie († apr. 1290/1292), fille d'Amédée IV, comte de Savoie. Sans postérité
  7. (?) Guillemette, abbesse de Battant, mentionnée (sans date) par Du Tems (1774)[26].
  8. (?)[n 2] Marguerite, abbesse de Château-Chalon.
- ∞ (3°, 1258) Laure de Commercy, fille de Simon [II] de Broyes-Commercy († 1247/48), seigneur de Commercy[29], dont :
  1. Jean Ier de Chalon-Arlay (1259-1316), seigneur d’Arlay, de Nozeroy, du val de Miège et de la Haute-Joux, de Bletterans et de L'Étoile, d'Abbans, ∞ (1272) Marguerite de Bourgogne, fille du duc Hugues IV de Bourgogne,
    - auteur de la tige des Chalon-Arlay, puis en 1393, à la suite d'un mariage obtention du titre de prince d'Orange.

  2. Hugues de Chalon († 1312), prince-évêque de la principauté de Liège (1295-1301), puis archevêque de Besançon,
  3. Marguerite de Bourgogne († 1328), ∞ Hugues de Bourgogne, seigneur de Montréal et de Villaines-en-Duesmois, fils du duc Hugues IV de Bourgogne,
  4. Agnès de Chalon ou de Bourgogne († 1350), ∞ (1285) Amédée II, comte de Genève.

## Sceaux

Les armes de la maison de Chalon sont de gueules à la bande or.,

Plusieurs sceau de Jean Ier ont été conservés. La base numérique des sceaux conservés en France ont présente plusieurs :
- sceau équestre (1230), composé d'un cavalier, non armorié, levant son épée ;
- sceau du secret (1230), composé d'une aigle, accompagné de la légende Secretum comitis Johannis ;
- sceau équestre armorié rond (1238), composé d'un cavalier portant un écu d'une bande ;
- sceau équestre armorié rond (période 1231-1261), composé d'un cavalier portant un écu d'une bande, armoiries qui se retrouvent également sur la housse du cheval et la bannière. Il porte la légende ainsi retranscrite + S(igillum) ⋅ J(o)h(ann)is Comiti / s Burgundie / Et / D(omi)ni ⋅ Sal[inen]sis ;
- sceau équestre armorié rond (période 1243-1256), composé d'un cavalier au galop portant un écu d'une bande et une oriflamme.